# Nabilles
Nabilles fou un llogaret de la comuna nord-catalana de Conat, a la comarca del Conflent.
És al sector nord-est del terme de Conat, a llevant del Còrrec de l'Espinàs i al nord-oest de Millarers, a prop del límit amb la comuna de Rià i Cirac. Hi roman tan sols la que en fou església parroquial, tal vegada també d'Arletes, de Santa Margarida.

## Història
Nabilles o Navilles apareix esmentat a l'edat mitjana també com a Nabinlas. No sembla que mai fos un poble gaire habitat: al fogatge del 1378 s'hi atribueixen 3 focs (o famílies, entre quinze i vint persones), i el 1424, la mateixa quantitat. En el Cadastre napoleònic del 1812 ja només hi apareix l'església, a més del topònim com a nom d'una partida. Pertanyia a la baronia de Conat a final del segle XVI i encara el 1701. El 1599 encara consta com a habitat.
De l'antic poble de pastors en romanen nombroses cabanes de pedra seca i, en una elevació per dessobre del lloc on era el poble, l'església romànica de Santa Margarida.